# مخطط الهجوم على مسجد بسنغافورة 2021
مخطط هجمات على مسجد في سنغافورة (بالإنجليزية: Singapore mosque attacks plot): هي خطة وضعها متطرف يميني لارتكاب هجومين إرهابيين معاديين للإسلام في مسجدين سنغافوريين في 15 مارس 2021، الذكرى السنوية الثانية لهجوما كرايستشيرش 2019. تم الكشف عن المؤامرة في أواخر نوفمبر 2020 من قبل إدارة الأمن الداخلي، التي ألقت القبض على شاب بروتستانتي هندي سنغافوري يبلغ من العمر 16 عامًا بموجب قانون الأمن الداخلي.
أعرب مرتكب الجريمة عن آراء معادية للإسلام، مستلهماً سلوك برينتون تارانت، مطلق النار في مسجد كرايستشيرش. المشتبه به هو أصغر شخص وأول متطرف يميني؛ يتم اعتقاله بموجب قانون الأمن الداخلي.

## خلفية

### المشتبه به
بحسب إدارة الأمن الداخلي، فإن المشتبه به كان بروتستانتيًا؛ يبلغ من العمر 16 عامًا من أصل هندي، وكان مدفوعًا بكراهية الإسلام ومفتونًا بالعنف. بعد مشاهدة العديد من مقاطع الفيديو الدعائية لتنظيم داعش؛ بما في ذلك مقطع يُظهر إعدام مسيحيين إثيوبيين، أصبح المشتبه به يعتقد أن تنظيم داعش يمثل الإسلام، وأن الإسلام يدعو أتباعه إلى قتل غير المسلمين.
كما تأثر المشتبه به بمرتكب هجوما مسجد كرايستشيرش 2019، برينتون تارانت، بعد أن قرأ بيانه "الاستبدال العظيم" وشاهد مقطع فيديو بثا مباشرًا للهجمات الإرهابية على مسجد النور ومركز لينوود الإسلامي في كرايستشيرش. في أعقاب هجوم نيس في 29 أكتوبر 2020، أصبح مقتنعًا بأن هجومًا من قبل المسلمين على المسيحيين كان وشيكًا.

### التخطيط والبيانات
بعد هجوم نيس 2020، بدأ المشتبه به في وضع خطط مفصلة لمهاجمة مسجدين في 15 مارس 2021، وهي الذكرى الثانية لإطلاق النار على مسجدي كرايستشيرش. اختار المشتبه به مسجد يوسف إسحاق في وودلاندز بسبب قربه من مسجد الشفاء في سيمباوانغ. بحسب جهاز الأمن الداخلي، أجرى المشتبه به عمليات بحث واستطلاع عبر الإنترنت مستخدماً خرائط جوجل وخدمة ستريت فيو لكلا المسجدين؛ استعدادًا للهجمات. رغم عدم حصوله على رخصة قيادة، لكنه كان ينوي الحصول على سيارة للقيادة بين الهدفين.
مثلما فعل تارانت، اشترى المشتبه به سترة تكتيكية من موقع مزاد كاروسيل على الإنترنت في نوفمبر 2020، وكان ينوي ربطها بجهاز محمول لبث هجماته مباشرة. حاول أيضًا شراء سلاح ناري عبر منصة الرسائل تيليجرام، لكنه تخلى عنها. اعترف المشتبه به أيضًا بأن خططه للحصول على أسلحة نارية أُحبطت بسبب قوانين مراقبة الأسلحة القوية في سنغافورة. كما درس المشتبه به أيضًا صنع قنبلة من بيروكسيد الأسيتون، لكنه تخلى عنها بسبب مخاوف لوجستية وسلامة شخصية. أخيرًا، استقر المشتبه به على منجل ماشيتي سميث آند ويسون في كاروسيل، لكنه لم يتمكن من شرائه قبل اعتقاله.
قام المشتبه به بإعداد وثيقتين كان ينوي توزيعهما قبل تنفيذ هجماته. كانت الوثيقة الأولى عبارة عن رسالة للشعب الفرنسي ردًا على هجمات باريس 2015 وطعن نيس 2020. أما الوثيقة الثانية فكانت بيانًا غير مكتمل يوضح كراهيته للإسلام ورفضه للسلامية. أعرب المشتبه به عن أمله في أن تشكل أفعاله تحديا لأولئك الذين يعتقدون أن التطرف الإسلامي هو الصحيح. كما أشاد بتارانت (مرتكب هجمات كرايستشيرش) ووصفه بأنه "قديس".

## التغطية الإعلامية وردود الأفعال
كشفت السلطات السنغافورية عن القضية لأول مرة لوسائل الإعلام والجمهور في 27 يناير 2021. كما ناقش وزير الداخلية ك. شانموغام تفاصيل مخطط الهجوم على المسجد والتحقيق فيها خلال مؤتمر صحفي. بالإضافة إلى ذلك، تم تغطية مخطط الهجوم على مسجد سنغافورة من قبل العديد من وسائل الإعلام الدولية؛ بما في ذلك شبكة الجزيرة الإعلامية، وأيه بي سي نيوز أستراليا، وبي بي سي نيوز، كورير ميل، والصحيفة الهندوسية، ونيوزيلند هيرالد، وجريدة جنوب الصين الصباحية.
في أعقاب التغطية الإعلامية لمخطط الهجوم على المسجدين، شدد الموظفون في المسجدين المستهدفين دورياتهم. رغم أن المصلين استمروا في زيارة المساجد، إلا أن الكثيرين منهم ترددوا في اصطحاب أطفالهم. أصدر مجلس أوغاما الإسلام في سنغافورة بيانًا؛ يفيد بأن القضية سلطت الضوء على التهديد؛ الذي يشكله التطرف على الإنترنت، كما أدان المجلس أعمال الإرهاب والعنف "التي لا مكان لها في أي دين". ذكر أستاذ الدراسات الأمنية روهان جوناراتنا أن المسلمين السنغافوريين يثقون في حكومة سنغافورة لحمايتهم من التهديدات، وحذر من أن الحكومات بحاجة إلى التعامل مع التهديد المتزايد للإرهاب على الفضاء الإلكتروني.
أدان المجلس الوطني للكنائس في سنغافورة تصرفات المشتبه به باعتبارها لا تمثل العقيدة والتعاليم المسيحية، كما أكد المجلس التزامه بالعلاقات السلمية مع المجتمع المسلم في سنغافورة. كما أصدرت العديد من الهيئات المسيحية السنغافورية؛ بما في ذلك الرومانية الكاثوليكية، والكنيسة الميثودية، وتحالف الكنائس(APCCS)، وكنيسة قلب الرب؛ بيانات تدين العنف والتطرف وتعرب عن التضامن مع المجتمع المسلم.